# 畑中正人
畑中 正人（はたなか まさと、Hatanaka Masato、 1975年 - ）は、日本の作曲家、サウンドデザイナー、アレンジャー、音楽プロデューサー、キーボーディスト。北海道枝幸郡浜頓別町出身。テレビマンユニオン音楽事業部所属。

## 略歴
1975年北海道浜頓別町に生まれる。15歳から独学で作曲を学ぶ。作曲をするきっかけは、具体的なものではないようで「ある日突然作曲がしたくなった」といくつかのインタビューで語っている。音楽に興味を持つ以前はサッカーに没頭しており、それまでは特に音楽に深い興味を持つことはなかったが、映画音楽やアニメのサウンドトラックのレコードやカセットテープを買い込むなど少しずつ音楽に興味を持ち始めたという。一方では高校生の頃にNHK-FMで偶然聞いたアジアの現代音楽の野外コンサートの音色に衝撃を受け、以来真剣に音楽を勉強することを決意したという発言もしている。高校時代は本格的にシンセサイザー、ギター、ドラムマシン、ミキサー、シーケンサーなどをアルバイトで購入し作曲、ピアノ演奏、和声法、対位法、管弦楽法、音響学、MIDIなどを同時進行で独習、また民族音楽についての研究も行った。
高校当時すでに学園祭のイベントや劇のためのオリジナル曲や効果音などを制作していた。その一方でレコーディングやステージ音響、サウンドデザインなどにも興味を持ち、1993年北海道浜頓別高等学校を卒業後、札幌市の経専学園放送芸術専門学校・レコーディング学科に進学。引き続き音楽を独学で学びながら学校では主に録音技術やステージ音響、音楽プロデュースについて学んだ。
1995年の卒業と同時に札幌市を拠点にプロとしてのキャリアをスタート。主に舞台音楽やイベント、広告音楽などの分野で数多くの作品を手掛ける。同年札幌で開催されたアートイベント「ポロメンタ」で主催者の西村英樹や「ドクメンタ9」を監督したヤン・フート、オランダの芸術家エーフリー・プレースマンらとの出会いが大きな転機をもたらし、以後音楽以外の分野のアーティストと積極的に共作するきっかけとなった。
1996年にはNMA（ナウミュージック・アーツ）が主宰した即興演奏のワークショップに参加。当時講師として来札していた大友良英や内橋和久、札幌在住のピアノニスト・宝示戸亮二らの演奏や音楽に対する考え方に畑中は大きな感銘を受け、その後の音楽活動に多大な影響を与えたと発言している。当時はノイズ音や環境音などサンプラーやシンセサイザーを駆使した即興演奏をソロやセッション、コンテンポラリーダンスとの共演などで行っていた。ボーカルの入ったオリジナル曲もいくつか発表していたが、作品の大半はインストルメンタルであった。現代美術のための音楽作品やサウンドインスタレーションなども数多く手がけていた。当時からCDアルバムを発売することに違和感を持ち、国内外のレーベルからのオファーがいくつかあったものの、消費の激しい音楽市場主義的なスタンスに馴染むことを拒み全て断っていたという。しかしながら2009年国内レーベルであるSTARNET MUZIKから「House of Voice」をリリース。これまで自主制作や企業とのコラボレーション等からリリースされた作品はあったものの、実質的に一般流通に乗せたアルバムとしてはこれが初となる。
1998年にはドイツ・ハンブルク市で初のソロライブ。1999年にはドイツにおける日本年公式プログラムに招待され、ハンブルク市内のエルベトンネルで公演した。その公演を通じてハンブルクバレエ団のイリ・ブベニチェクやヘザー・ユルゲンセンらと共演し以後交流を深めていく事となる。2000年から2001年までクリプトン・フューチャー・メディア勤務。2001年9月には北海道岩見沢市の野外音楽堂「キタオン」でイリ・ブベニチェクらと「ボレロ2」を発表、世界初演された。
2002年更なる音楽表現を探求するためドイツ・ハンブルク市に移住。ドイツや日本の多くの友人、仕事仲間の推薦を受けハンブルク州で外国人としては初の作曲家ビザを取得した。以後特に欧州のバレエ音楽の分野で活躍。ドイツでは主にバレエダンサーのイリ・ブベニチェクやヘザー・ユルゲンセンなど欧州のトップバレエダンサーたちに楽曲を提供。担当した舞台作品は欧州各国で数々の賞を受賞している。特に2003年コペンハーゲンで初演されたイリ・ブベニチェク振付「Prisoners of feelings（日本語名：『感情の囚われ人』）」はブベニチェク兄弟の深い精神性を表現した構成とそれを支えた音楽共に高い評価を得て、その後世界各国で再演された。翌2004年にはベルリン国際映画祭公式招待、また音楽作品として「ear opener 2」がドレスデンのCYNET_art04に公式招待を受けている。
2004年ベルリン国際映画祭参加後、突然東京への移住を発表。日本への帰国後は主に広告音楽の分野で活躍。ピアノ曲、器楽曲、テクノ、エレクトロニカ、またジャズやロックなど幅広いジャンルの音楽を提供する一方、エステー、ソニー、シャープなどのCMのサウンドロゴやNTTドコモのiウィジェットの起動音など音の作品も手がけている。また近年は音の機能美を基調とした建築音楽を提唱し、2007年のミラノサローネでのヤマハデザイン展、2008年の三宅一生「21世紀人」展（21 21 DESIGN SIGHT）、ミラノサローネでの「CANON NEOREAL」、レクサスインターナショナルギャラリー青山、東京スカイツリーの450M天望回廊など、音と空間を結びつける活動でも注目を浴びている。

## バレエ音楽代表作品
- arise
  - 振付：ヘザー・ユルゲンセン（ハンブルクバレエ・当時）
  - 踊り：ヘザー・ユルゲンセン
  - 作曲：畑中正人
- ノスタルジア
  - 振付：ヤロスラヴ・イヴァネンコ（ハンブルクバレエ）
  - 踊り：ヤロスラヴ・イヴァネンコ
  - 作曲：畑中正人
- Prisoners of feelings（感情の囚われ人）
  - 初演：2003年・コペンハーゲン（デンマーク）
  - 振付：イリ・ブベニチェク（ドレスデンバレエ）
  - 踊り：オットー・ブベニチェク（ハンブルクバレエ）、イリ・ブベニチェク
  - 作曲：畑中正人
- Trip
  - 初演：2003年・ハンブルク（ドイツ）
  - 振付：イリ・ブベニチェク
  - 踊り：オットー・ブベニチェク、イリ・ブベニチェクほか
  - 作曲：畑中正人
- ボレロ2
  - 初演：2001年・岩見沢市（北海道）
  - 振付：イリ・ブベニチェク
  - 踊り：オットー・ブベニチェク、イリ・ブベニチェク、ヴァスラフ・クネスほか
  - 作曲・編曲・指揮・コンピューター・シンセサイザー：畑中正人

## TVCM
- SHARP（サウンドロゴ制作／2011年）
- SONY ブラビア 海外TVCM（ロシア、インド、中国／2010年）
- SONY （サウンドロゴ制作／2009年）
- カナダドライ（エンジョイ篇・リラックス篇／2009年）
- コカ・コーラ「スプライトゼロ」（スプライトゼロ篇／2007年）
- 株式会社IHI（ホワイトワールド篇／2007年）
- エステー株式会社（サウンドロゴ制作／2007年）

## TVドラマ・TV番組
- NHK BS-Hi『少女たちの日記帳 ヒロシマ 昭和20年4月6日〜8月6日』監督：岸善幸（オープニングテーマ曲／2009年）
- NHK BS-Hi『後の日』監督：是枝裕和（2010年）
- BS-TBS　メニコン・スペシャル番組「創魂」（2012年2月26日放送）
- BS JAPAN オープニング・クロージング（2016年）

## 映画音楽
- 『ファの豆腐』監督：久万真路（2011年）
- 『ソクラテスは円を描く』監督：TOSHI（2010年）
- 短編映画『ノキア・ショート』(2003年 / 2分) / 監督：アピチャートポン・ウィーラセータクン

## WEB
- ISSEY MIYAKE - CATCH THE COLOR サウンドデザイン（2016年）
- 相国寺 金閣寺 銀閣寺 ウェブサイト　サウンドデザイン（2011年）
- SHARP「AQUOS - Vison」音楽制作（2007年）
- JT「Pianissimo」サウンドデザイン（2007年）
- 2007年花王 セグレタ「十和子艶髪研究所」サウンドデザイン（2007年）
- Kracie シャンプー 「ichikami（いち髪庭園）」サウンドデザイン（2006年）
- DesignTide 2006　サウンドデザイン（2006年）
- ヤマハ 電子ピアノキーボード Pシリーズ「My style - Hatanaka meets P140s」インタビュー・楽曲提供（2005年）

## その他の音楽制作、サウンドデザイン
- BALMUDA JetClean（2011年）
- TOYOTA Fun-Vii（2011年）
- 「Metropolis CITROEN」（2010年）
- SONY ブラビア（2010年）
- 「JAL Sky」（2004年）
- フォルクス・ワーゲン・ジャパン　PRイベント（2004年）
- ルイ・ヴィトン・ジャパン　設立25周年記念イベント（2004年）
- アディダス・ゴルフ PRイベント（2003年）
- J-PHONE公式サイト「North Sound」着信音・プリセットサウンド（2002年）
- 北海道工業大学　ラジオCM（2000年）

## 舞台音楽 / イベント / ライブ
- WORLD ORDER Japan Tour 2014 - 2015
- 青森大学男子新体操部 - FLYING BODIES 音楽監修・編曲（2013年）
- ISSEY MIYAKE パリ・コレクション ファッションショーための楽曲（2011年）
- 「matohu 09 S/S collection」 ファッションショーための楽曲（2008年）
- 吹越満・フキコシ・ソロ・アクト・ライブ「XVIII」舞台音楽の作曲（2006年）
- 「matohu 07 S/S collection」ファッションショーでのピアノ演奏（2006年）
- 「him | misa harada men's hat A/W 06-07 collection」 ファッションショーでのピアノ演奏（東京／2006年）
- 「第38回・日展オープニングセレモニー」舞台音楽の作曲・編曲（東京／2006年）
- 「ショートショートフィルムフェスティバル 2006」 オープニング曲制作
- 「ショートショートフィルムフェスティバルアジア（SSFFA）2006」オープニング曲制作
- 「BMW革新の軌跡展 - 森美術館」ピアノ演奏（東京／2006年）
- 「DESIGNING 2006」オープニングセレモニー（福岡）
- 「rooms 10」ライブ演奏（東京／2005年）
- エリー・リン「ボタニカル・ファン・タス・モ」ライブ演奏（札幌／2004年）
- 「ソロライブ in Japan - Contemporary Ceramics and photography」（ハンブルク／2003年）
- 「7th フェスティバルビヨンドイノセンス '2003」音源提供（大阪）
- ソロライブ 「Die lange Nacht der Museen in Hamburg」（ハンブルク／2002年）
- 「ウエダリクオ個展 - wind drawing」ライブ演奏（ドイツ／2002年）
- 端聡・坂東史樹　二人展「二二六」ライブ演奏（ハンブルク／2002年）
- 「宝示戸亮二＆畑中正人DUO」ピアノ：宝示戸亮二　コンピュータ：畑中正人（札幌／2002年）
- 「岩下徹 - 即興」ライブ演奏（新冠町・札幌市／2002年）
- 「Carl Stone+大友良英」Opning Act：畑中正人（札幌／2001年）
- 「Immaculate Concept in Sapporo Art Park」音楽監督・ライブ演奏（札幌／2001年）
- 「札幌ドームオープニングシリーズ」ドラム：神保彰　三味線：新田親子 　キーボード：畑中正人 他（札幌／2001年）
- 「MIX2000」ライブ演奏（札幌／2000年）
- 「ダンス・ウィークス'00」ライブ演奏（札幌／2000年）
- ドイツにおける日本年・公式イベント「異文化から異文化への入り口」 音楽監督（ハンブルク／1999年）
- 「畑中正人＋Bernhard Reiss DUO」サンプラー：畑中正人　ベース：Bernhard Reiss（ハンブルク／1999年）
- ローザンヌ国際バレエコンクール・セミナーでのライブ演奏（札幌／1998年）
- 「Immaculate concept "Fashionshow"」ライブ演奏（ハンブルク／1998年）
- 「Solo Live in Hamburg」ライブ演奏（ハンブルク／1998年）
- サッポロ・アート・パラダイス「ファッション・プロジェクト１」ライブ演奏（札幌／1997年）
- 『水の波紋'95』ライブ演奏（東京／1995年）
- モダン・バレエ「サーカス物語」作曲（札幌／1995年）
- 『ポロメンタ1』ライブ演奏（札幌／1995年）

## 建築・展覧会のための音楽／サウンド・インスタレーションなど
- AISIN - IMAGINE NEW DAYS - Milan Design Week 2016
- はこだてみらい館（2016年）
- 春日大社 国宝殿（2016年）
- Asahikawa Design Week 2015 - 2016
- 21 21 DESIGN SIGHT 藤原大ディレクション「カラーハンティング展　色からはじめるデザイン」（2013年）
- Panasonic Center Osaka「ビジョンウォール」（2013年）
- LEXUS EXHIBITION "amazing flow" ミラノサローネ（2013年）
- ヤマハのオト　浜松駅コンコース（2012年）
- つま恋サウンドイルミネーション（2012年）
- 「matohu 日本の眼」 金沢21世紀美術館（2012年）
- 東京スカイツリー 450M 天望回廊（2012年）
- CANON NEOREAL IN THE FOREST ミラノサローネ（2012年）
- Interactive Wall "Seed" at Panasonic Center（2011年）
- Dream Xmas ソニービル（2011年）
- docomo Palette UI at TOKYO DESIGNERS WEEK（2011年）
- 星野リゾート「界 松本」（2011年）
- アーヴィング・ペンと三宅一生展（21_21 DESIGN SIGHT／2011年）
- CANON NEOREAL WONDER ミラノサローネ（2011年）
- 書家紫舟の『龍馬のことば』展（2010年）
- W0W「ROOFSCAPE」（東京ミッドタウン／2010年）
- "CIRCLE" CITIZEN × W0W（スイス・BASELWORLD／2010年）
- Yamaha Design Masterworks -「先進」の系譜（新ヤマハ銀座ビル／2010年）
- カネボウ SENSAI SELECT SPA（スイス／2010年）
- DesignTide Tokyo 2009メイン会場（ミッドタウンホール）のための楽曲（2009年）
- 「INFINITY CITIZEN × W0W」スイス BASEL WORLD 2009で発表された映像作品のための楽曲（2009年）
- CURIOSITY EXHIBITION「LIGHT-LIGHT IN TOKYO」楽曲提供（2009年）
- 関西国際空港・見学施設のための楽曲 - 空間デザイン：長谷川逸子・建築計画工房（2009年）
- 「Istanbul and Beyond」RIBA（ロンドン）で開催されたTabanlioglu Architects×W0Wによるインスタレーションのための楽曲（2008年）
- DesignTide Tokyo 2008メイン会場（ミッドタウンホール）のための楽曲と音響デザイン（2008年）
- レクサス・インターナショナルギャラリー青山のための楽曲（2008年）
- NEC「monolith」（東京ビッグサイト）展示空間のための楽曲（2008年）
- ミラノサローネ2008「キュリオシティ×トネリコ - Tokyo Wonder」展示空間のための楽曲（2008年）
- 21 21 DESIGN SIGHT 三宅一生ディレクション「XXIc.- 21世紀人」ヤマハとの共作による空間音響デザイン （2008年）
- E&Y ショールームのための楽曲（2007年）
- 「THIS PLAY!」ヤマハとの共作による21 21 DESIGN SIGHTでの空間音響デザイン（2007年）
- ミラノサローネ 2007 ヤマハデザイン展 "scene of tone" 作曲・楽曲提供・ピアノ演奏（2007年）
- 「W0W 10 - Ten space」TENT LONDONでのW0W映像インスタレーションのための楽曲（2007年）
- 鍛金家・長谷川まみシャンデリア展「原石のあかり」のための楽曲（2007年）
- 港北温泉「Spa Gardish」店舗空間のための楽曲（2007年）
- 燕子花 別館・ヤマハ音環境デザインとの共作によるギャラリー空間の音響デザイン（2006年）
- 東信・個展「逆転の庭1」のための楽曲（2006年）
- wow「Motion Texture」楽曲提供（2006年）
- hpgrp exhibition vol.1 - 3（H.P.FRANCEと畑中正人による音とプロダクトの展覧会）
- とかち国際現代アート展『デメーテル』森谷緑[consciousness:意識する2]への楽曲提供（帯広市／2002年）
- 「-a・R・T-　古幡 靖」楽曲提供（東京／2002年）
- 端聡　Sapporo Universal Art Exhibition "Peace Life"のためのサウンドデザイン（札幌／2002年）
- 「プラハ　グループ展」坂東史樹のためのサウンドデザイン（札幌／2001年）
- 北海道立近代美術館「HIGT TIDE展」端聡のためのサウンドデザイン（札幌／2001年）
- 札幌ドーム常設サウンドインスタレーション「Perfect World』（現代美術家・端聡との共作／2001年）
- メトード・フィリッツ、個展のための音楽（札幌／2000年）
- 端聡「Asia Print Adventure」サウンドデザイン（札幌／1998年）
- 端聡 個展「I am the editor」サウンドデザイン（札幌／1997年）

## その他の音楽作品
- 岩波書店「三宅一生 未来のデザインを語る」（付属DVD BGM担当／2013年）
- 次世代自販機サウンドデザイン（プロダクトデザイン：柴田文江／2010年）
- NTTドコモ「iウィジェット」サウンドデザイン（2008年）
- 吹越満DVD「mr.モーション・ピクチャー」楽曲制作
- H.P.FRANCE「Bijoux」のためのアルバム制作
- マルニ木工・nextmaruni 12脚の椅子ための曲「12 ostinato」（プロジェクトプロデューサー：黒川雅之）
- 浜頓別町立浜頓別幼稚園　園歌（作詞・作曲・編曲：畑中正人／2003年）
- ElbtonalPercussion アルバム「Drumtronic  with Christopher Dell」リミックス（2003年）

## アルバム
- USE (1995）
- Period (1997）
- Orunament (1998）
- AIDA vol.1 (2001)
- ear opener 1（2003）
- ear opener 2 (2003)
- piano (2003)
- 10 colors play (2005)
- clue (2007)
- House of Voice (STARNET MUZIK／2009)
- diary (2011)
- Watering (2015)
- ice of feelings (2017)

## DVD
- 自由交感 -岩下徹・杉吉貢・畑中正人-
- 妖しき文豪怪談「鼻」「後の日」

## TV出演
- NHK　サラメシ（2012年）
- テレビ東京　ソロモン流「星野リゾート社長・星野佳路」 （2011年）

## podcast
- sonic portrait（2005年〜2008年まで配信）